# Catedral de San Juan (Esmirna)
La Catedral de San Juan es un edificio religioso reconocido como catedral católica de la arquidiócesis de Esmirna situado en la ciudad del mismo nombre, en Turquía. Administrativamente está incluida en el distrito de Alsancak.
Fue construida en el siglo XIX. Fue dañada durante el gran incendio de Esmirna en 1922. Luego sería reconstruida.